# Karolina Cemka
Karolina Patrycja Cemka  (ur. 1975 w Warszawie) – polska urzędniczka, dyplomatka, ekonomistka. W latach 2018–2022 konsul generalna RP w Barcelonie. 

## Życiorys
W 1998 ukończyła studia na Wydziale Międzynarodowych Stosunków Gospodarczych i Politycznych Szkoły Głównej Handlowej w Warszawie; ukończyła tam także dodatkowe kierunki z zakresu integracji europejskiej i zarządzania biznesem. Była pierwszą stypendystką SGH w Hiszpanii w ramach Programu Socrates-Erasmus, podejmując naukę w Barcelonie. W 2001, w ramach stypendium rządu Hiszpanii, podjęła studia podyplomowe w dziedzinie komunikacji i public relations w Wyższej Szkole Zarządzania i Marketingu w Barcelonie. Odbyła również praktyki w biurze Parlamentu Europejskiego tamże.
W 1999 była zaangażowana w projekty pomocowe USAID, dotyczących strategii komunikacji przy wdrażaniu reform rządu Jerzego Buzka. W 2000 ukończyła aplikację dyplomatyczno-konsularną i podjęła pracę w Departamencie Strategii Planowania MSZ, a następnie w Departamencie Promocji. W 2005 ukończyła kurs dla młodych dyplomatów organizowany przez MSZ Królestwa Niderlandów w Instytucie Stosunków Międzynarodowych w Clingendael. W latach 2005–2012 została skierowana do pracy w ambasadzie RP w Madrycie, gdzie początkowo odpowiadała za sprawy polityczne. Przez następne 3 lata kierowała referatem ekonomicznym ambasady. W latach 2012–2014 kierowała referatem do spraw międzynarodowych organizacji gospodarczych i problemów globalnych w Departamencie Współpracy Ekonomicznej MSZ. W 2014 objęła stanowisko zastępczyni dyrektora Departamentu Ameryki, odpowiedzialnego za relacje Polski z krajami Ameryki Łacińskiej i Karaibów. Od sierpnia 2018 do listopada 2022 była Konsul Generalną w Barcelonie w stopniu I radcy.
Zna biegle język hiszpański i angielski, średnio zaawansowanie francuski oraz podstawy katalońskiego.